# Olaf Engelhardt
Olaf Engelhardt, född den 2 mars 1951 i Berlin, är en östtysk seglare.
Han tog OS-brons i soling i samband med de olympiska seglingstävlingarna 1976 i Montréal.